# Desa Sumberjaya (administrativ by i Indonesien, Jawa Barat, lat -7,38, long 106,68)
Desa Sumberjaya är en administrativ by i Indonesien.   Den ligger i provinsen Jawa Barat, i den västra delen av landet, 130 km söder om huvudstaden Jakarta.